# Las aventuras de Priscilla, reina del desierto
Las aventuras de Priscilla, reina del desierto (título original: The Adventures of Priscilla, Queen of the Desert) es una película australiana dirigida por Stephan Elliott y estrenada el 8 de septiembre de 1994.

## Argumento
Anthony, Adam y Bernadette son dos hombres gays y una mujer transexual, respectivamente, que trabajan como drag queens, y atraviesan el desierto australiano, desde Sídney (en la costa Este) hasta Alice Springs (en el centro del país), para hacer una actuación en la sala de fiestas de un hotel. Hacen el viaje en un autobús, al que Adam bautiza como «Priscilla, reina del desierto», pasando por pequeños pueblos muy diferentes a su cosmopolita ciudad. Durante el viaje se encuentran con actitudes muy diferentes, desde gente que los rechaza, los mira con desprecio, e incluso llegando Adam a sufrir una agresión homofóbica, mientras que otros los aceptan y aplauden su espectáculo e incluso se animan a participar en él.
El viaje sirve para que todos se conozcan mejor y abran su corazón a los demás. Finalmente, Anthony revela a sus amigos que está casado y tiene un hijo, al que no ha visto nunca, y que el verdadero motivo del viaje es conocerlo, además de que la actuación será en el hotel que regenta su exmujer, Marion. Por el camino, el trío también conoce a Bob, un mecánico jubilado que se ofrece a acompañarlos para solucionar los problemas que tiene el vehículo y que se siente atraído por Bernadette, con quien se muestra muy galante y consuela del reciente fallecimiento de su novio.
Finalmente llegan a su destino y realizan la actuación. Cuando conoce a su hijo Benjamin, Anthony finge, con poco éxito, ser un rudo heterosexual por temor a ser rechazado por el niño, pero sus temores se disipan al darse cuenta de que este sabe por su madre que su padre es bisexual, y que lo acepta de la forma más natural. Además, Anthony tiene que hacerse temporalmente cargo de su hijo, porque Marion le dice que tomará unas vacaciones.
Cuando van a emprender el camino de regreso, Bernadette les dice que no regresará a Sídney porque se quedará a vivir con Bob, tras lo cual los demás regresan felizmente a casa después de la aventura.

## Reparto

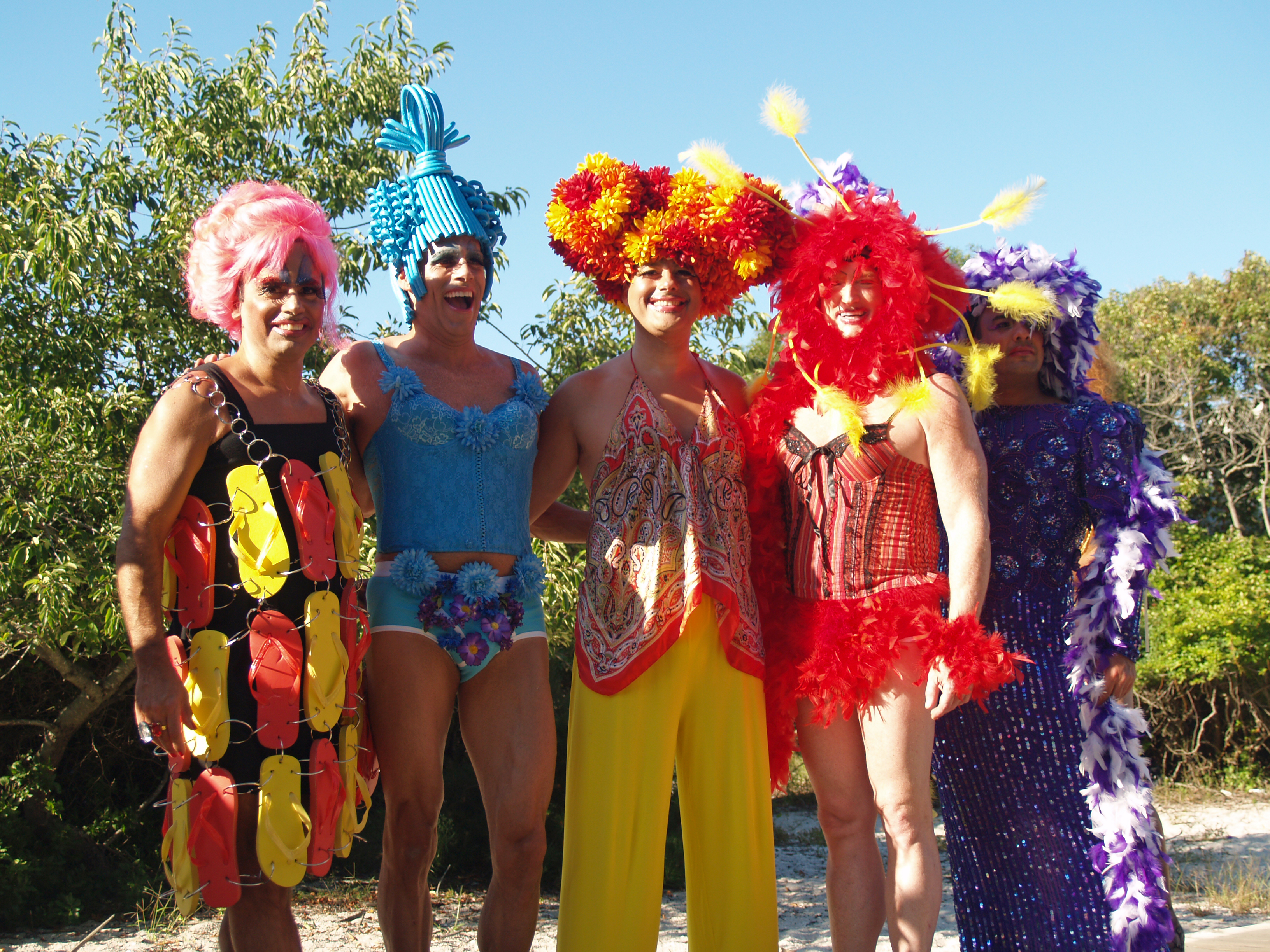
Disfraces imitando el vestuario de la película.

- Terence Stamp como Bernadette Bassenger/Ralph.
- Hugo Weaving como Anthony "Tick" Belrose/Mitzi Del Bra.
- Guy Pearce como Adam Whitely/Felicia Jollygoodfellow.
- Bill Hunter como Robert "Bob" Spart.
- Sarah Chadwick como Marion Barber.
- Mark Holmes como Benjamin Barber.
- Julia Cortez como Cynthia Campos.
- Ken Radley como Frank.
- Daniel Kellie como Bernadette (joven).
- Leighton Picken como Adam (joven).

## Recepción
Desde su estreno en el año 1994 fue una película de culto y dio origen en Broadway a un musical. Ha tenido un profundo impacto en la comunidad gay. La película explora los estereotipos de gays, travestis y transexuales sin ridiculizarlos ni caricaturizarlos. Los personajes tampoco son pecadores, antisociales, malvados, perfectos, mártires o lastimeros, solo un grupo de amigos ganándose la vida. 
El desierto australiano representa un escenario poderoso y particular; es aislado, remoto, idílico y maravilloso. Las secuencias se enmarcan en un paisaje surrealista y onírico donde los personajes evolucionan. La mítica escena del ascenso a la cima de la montaña, vestidos con la indumentaria drag-queen, es quizá la más surrealista de todas. La de Felicia desplegando su capa, sentada en el techo del bus que viaja a toda velocidad por el desierto, es otra. Hay una escena donde los hombres se topan con los aborígenes australianos y organizan una fiesta. Se muestra cómo estas dos minorías que han sido hostigadas y perseguidas se divierten sana y alegremente al son de la música.

## Banda sonora
La película presentó una serie de canciones preexistentes "camp classics" (música pop que tiene una base fanática particular en la comunidad LGBT). El plan de los creadores era tener una canción final de la cantante local e internacionalmente conocida Kylie Minogue, pero posteriormente fue decidido que una canción de ABBA sería más apropriada debido a sus "cualidades pegadizas". La película presentó cuatro canciones principales, que fueron interpretadas por dos de las drag queens como parte de sus espectáculos dentro del filme; "I've Never Been to Me", de Charlene, "I Will Survive", de Gloria Gaynor, "Finally", de CeCe Peniston, y "Mamma Mia", de ABBA.
El 23 de agosto de 1994, Fontana Island lanzó la banda sonora en CD, con los siguientes temas:
1. "I've Never Been to Me" – Charlene
2. "Go West" – Village People
3. "Billy Don't Be a Hero" – Paper Lace
4. "My Baby Loves Lovin'" – White Plains
5. "I Love the Nightlife (Disco 'Round)" – Alicia Bridges
6. "Can't Help Lovin' Dat Man" – Trudy Richards
7. "I Will Survive" – Gloria Gaynor
8. "A Fine Romance" – Lena Horne
9. "Shake Your Groove Thing" – Peaches & Herb
10. "I Don't Care if the Sun Don't Shine" – Patti Page
11. "Finally" [7" Choice Mix] – CeCe Peniston
12. "Take a Letter Maria" – R. B. Greaves
13. "Mamma Mia" – ABBA
14. "Save the Best for Last" – Vanessa Williams
15. "I Love the Nightlife (Disco 'Round)" [Real Rapino 7" Mix] – Alicia Bridges
16. "Go West" [Original 12" Mix] – Village People
17. "I Will Survive" [1993 Phil Kelsey Classic 12" Mix] – Gloria Gaynor
18. "Shake Your Groove Thing" [Original 12" Mix] – Peaches & Herb
19. "I Love the Nightlife (Disco 'Round)" [Phillip Damien Extended Vox] – Alicia Bridges

Ese mismo año, Polydor Records Australia lanzó otro álbum, The Priscilla Companion - Dialogue & Original Score from the Film, presentando las composiciones originales de Guy Gross, interpretadas por la Orquesta Sinfónica de Sídney y el Coro Philharmonia Motet, dirigido por Antony Walker y presentando a la solista soprano Robyne Dunn, 
y nuevas versiones de "E strano ... Ah fors e lui", de la ópera La traviata, compuesta por Giuseppe Verdi, interpretada por Joan Caden y la Orquesta Sinfónica de Sídney; "I Don’t Care If The Sun Don’t Shine", compuesta por Mack David, así como su versión de la canción tradicional "Hava Nagila". Este álbum incluye:
1. "Trumpet"
2. "Desert Holiday"
3. "Campfire"
4. "All Dolled Up And Nowhere To Go"
5. "Outback Awe"
6. "Excerpt From “La Traviata: E Strano!... Ah Fors E Lui”. Act 1 Violetta (Excerpt)"
7. "Where The Fuk-A-Wie?"
8. "Bernie’s Walk"
9. "Fernando" (interpretada por ABBA)
10. "Kite Opera"
11. "Cynthia’s Last Dance"
12. "Water Hole"
13. "Fight"
14. "Man One Day, Woman The Next"
15. "Hava Nagila"
16. "The Climb"

## Principales premios y nominaciones
Óscar 1995
- Categoría de mejor diseño de vestuario.

Premios BAFTA 1995
- Categorías de mejor actor y mejor maquillaje.
- Nominada en las categorías de mejor actor (Terence Stamp), mejor fotografía, mejor diseño de producción y mejor vestuario.
- Nominada al Premio Anthony Asquith a la mejor música original.

Globos de Oro
- Nominada en las categorías de mejor filme - comedia o musical y mejor actor en cine - comedia o musical (Terence Stamp).